# Krzekowo (Dargomyśl)

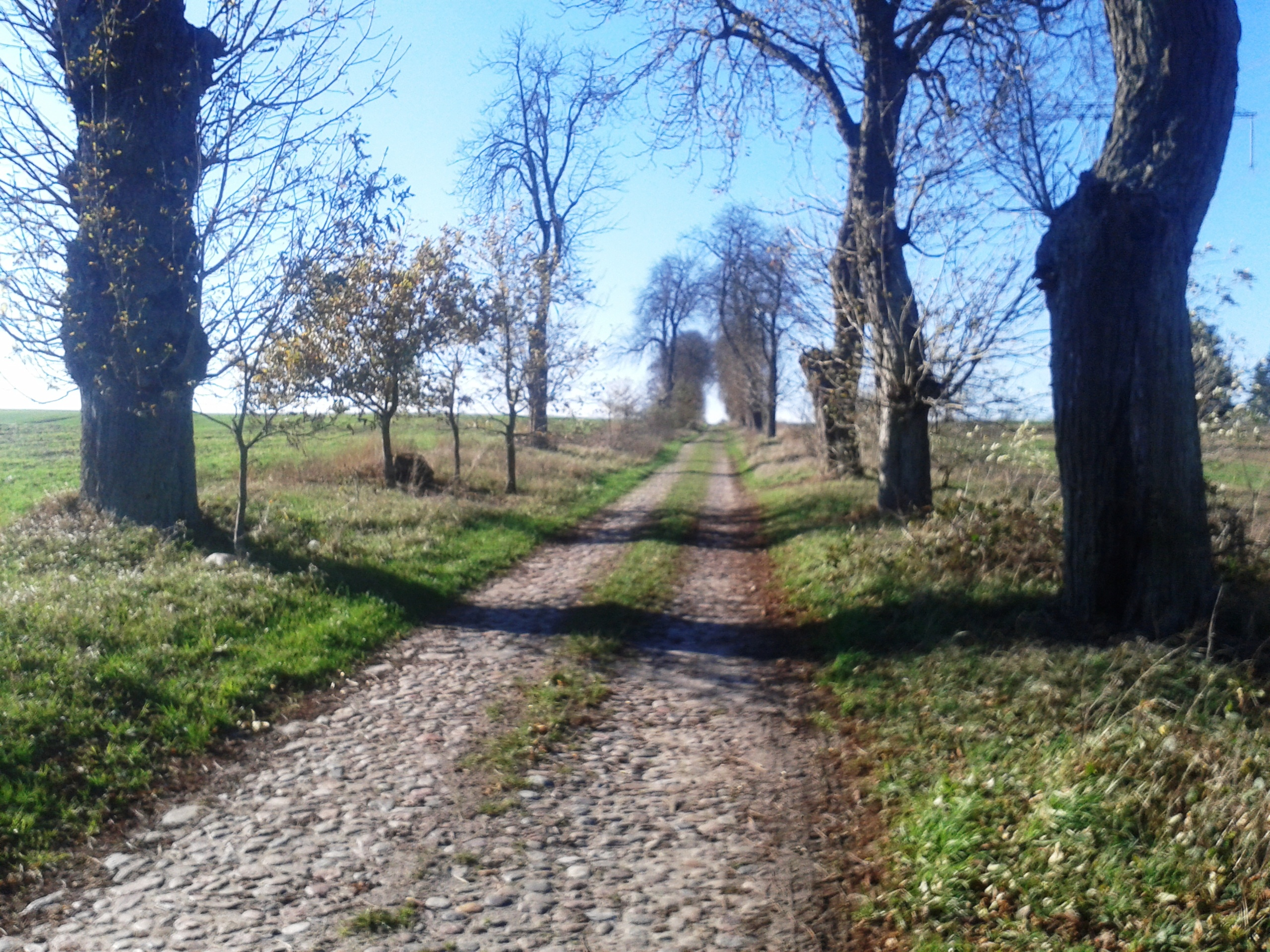
Brukowana droga z kasztanowcami do Krzekowa

Krzekowo (niem. Wilhelmsthal) – przysiółek osady Dargomyśl w Polsce, położony w województwie zachodniopomorskim, w powiecie łobeskim, w gminie Radowo Małe. Wchodzi w skład sołectwa Rogowo.
W roku 2018 miejscowość nie miała stałych mieszkańców.
W latach 1975–1998 przysiółek należał administracyjnie do województwa szczecińskiego.

## Kalendarium
- 1817 – Jakob Friedrich von Rüchel-Kleist, właściciel majątku Hoffelde (później generał, „Honorowy Obywatel Gdańska”[9]), założył folwark o nazwie Wilhelmsthal, którą to nazwę zatwierdzono urzędowo w 1818. W folwarku były 2 domy, 5 rodzin, 27 mieszkańców[10]. Od 1818 folwark znajdował się w powiecie reskim (Kreis Regenwalde) w pruskiej prowincji Pomorze
- 1818 – Nazwę Wilhelmsthal zatwierdził rząd[11].
- 1836 – właścicielem folwarku Georg Bernhard von Bülow[12], w 1854 Friedrich Hermann Wilhelm von Bülow, a w 1892 Friedericke von Lettow-Vorbeck (z domu Bülow).
- 1871 – Folwark Wilhelmsthal miał 2 budynki mieszkalne, 26 mieszkańców[13].
- 1885 – Folwark miał 29 mieszkańców, 2 domy[14].
- 1899 – Właścicielem folwarku był Bernd von Lettow-Vorbeck
- 1930 – Folwark należał do gminy, urzędu stanu cywilnego i parafii ewangelickiej Roggow A, parafii katolickiej Grünhoff oraz znajdował się we właściwości miejscowej sądu rejonowego w Resku, sądu pracy w Nowogardzie i starostwa w Łobzie[15].
- 1938 – Wilhelmsthal miał 24 mieszkańców[16]. Od 1931 jego właścicielem była Gerda von Lettow-Vorbeck, autorka tekstów „Ministerpräsident Hermann Göring als Jagdgast im Kreise Regenwalde”, „Naturschutzarbeit in Hoffelde” w Heimatkreiskalender Kreis Regenwalde, lata 1935–1936.
- 1945 – po ucieczce większości mieszkańców i zajęciu folwarku przez Armię Czerwoną, folwark znalazł się w granicach Polski i Okręgu III Pomorze Zachodnie (od 1946 województwa szczecińskiego).
- 1945 – 26 czerwca 1945 PUR wysiedlił większość pozostałych niemieckich mieszkańców i zasiedlił folwark polskimi osadnikami[17].
- 1946 – wysiedlono ostatnie niemieckie rodziny Wangelin i Groth[18].
- 1949 – formalnie nadana została polska nazwa Krzekowo[19].
- 1958 – do Krzekowa doprowadzono elektryczność, zbudowano nowy dom; prowadzono tu hodowlę bydła i owiec[20].
- 1970 – Farma owiec w Krzekowie została całkowicie zniszczona przez pożar[21].